# جنی لیند (کالیفرنیا)
جنی لیند (به انگلیسی: Jenny Lind) یک منطقهٔ مسکونی در ایالات متحده آمریکا است که در شهرستان کالاوراس، کالیفرنیا واقع شده‌است. جنی لیند ۷۷ متر بالاتر از سطح دریا واقع شده‌است.